# Arthur Wauters
Pour les articles homonymes, voir Wauters.
Alexis Joseph Arthur Wauters (Waremme, 12 août 1890 - Rhode-Saint-Genèse, 13 octobre 1960 ), est un homme politique belge  et ministre du POB puis du PSB.

## Biographie
Arthur Wauters  est titulaire d’un doctorat en sciences économiques et fut professeur d’économie à l'université libre de Bruxelles. Il achève ses études au moment où éclate la Grande Guerre. Volontaire de guerre, porteur du grade de lieutenant en 1918. 
Il a été chef de cabinet de son frère Joseph Wauters, ministre du Travail et de la Prévoyance sociale (1918-1921) puis  directeur politique (1929-1937) du journal Le Peuple où il prend la suite de son frère ainé. 
Wauters  fut sénateur coopté (1932-1936) avant de siéger à la Chambre des représentants en tant que député (1936-1944) de l’arrondissement de Huy-Waremme.
À la suite de la démission d’Émile Vandervelde, Arthur Wauters devint ministre de la Santé publique le 28 janvier 1937 dans le gouvernement Van Zeeland II et conserve cette fonction au sein du gouvernement Janson. Il sera ensuite ministre du Travail et de la Prévoyance sociale dans le gouvernement Pierlot I puis ministre de l'Information nationale dans le gouvernement Pierlot III jusqu’au 5 janvier 1940.
Le 10 juin 1940, il est nommé par le gouvernement chef du service d'information et de propagande, réfugié à Londres, il sera chargé de diverses tâches de propagande par le gouvernement belge en exil. Au sortir de la guerre, il est nommé à la tête des services d'information du ministère des Affaires étrangères, ce qui l'oblige à démissionner du Parlement.
Arthur Wauters fut ministre de l'Agriculture dans l’éphémère gouvernement Spaak II puis fut ensuite nommé ambassadeur de Belgique à Varsovie en 1946, puis ambassadeur à Moscou de 1952 à 1955.